# Annuaire d'entreprises
Un annuaire d’entreprises est une base de données répertoriant les entreprises et leurs principales caractéristiques.

## Liste d'entreprises en France
En France, chaque entreprise constitue une unité économique. À ce titre, elle est immatriculée lors de sa création dans le système national d'identification et du répertoire des entreprises et de leurs établissements (SIRENE), et reçoit un numéro Système d'identification du répertoire des entreprises (SIREN) pour chaque entreprise, auxquels sont rattachés autant de numéros Système d’identification du répertoire des établissements (SIRET) pour autant d'établissement qu’elle comprend d’entités physiquement distinctes du siège (lui-même doté d’un SIRET).
Ce répertoire administratif officiel, le SIRENE, est géré par l’Institut national de la statistique et des études économiques (Insee) et mis à jour quotidiennement par un réseau d’associés hébergeurs du Centre de formalités des entreprises (CFE). Les données SIRENE sont gratuites et mises à disposition via plusieurs canaux de diffusion.
La Direction interministérielle du Numérique (DINUM) de l'État Français développe également une solution publique afin de centraliser les données ouvertes et publiques concernant les entreprises basées en France. Il s'agit de l'Annuaire des entreprises qui est un site public, gratuit, sans publicité et accessible à tous. Cet annuaire permet de centraliser sur un site unique toutes les données ouvertes sur les entreprises mises à disposition par les organismes publics (INSEE, INPI, DILA, Ministère du Travail...).